# Alena Leonova
Alena Igorevna Leonova (em russo:  Алёна Игоревна Леонова; Leningrado, RSFS da Rússia, 23 de novembro de 1990) é uma patinadora artística russa, que compete no individual feminino . Ela foi medalhista de prata no Campeonato Mundial de 2012, Campeão mundial júnior em 2009 e medalhista por três vezes do campeonato nacional russo. Leonova disputou os Jogos Olímpicos de Inverno de 2010 em Vancouver, terminando na nona posição.

## Principais resultados
| Resultados | Resultados       | Resultados       | Resultados       | Resultados        | Resultados        | Resultados        | Resultados    | Resultados    | Resultados       | Resultados       | Resultados        | Resultados    | Resultados    |
| Internacional | Internacional    | Internacional    | Internacional    | Internacional     | Internacional     | Internacional     | Internacional | Internacional | Internacional    | Internacional    | Internacional     | Internacional | Internacional |
| Evento/Temporada | 2006– 2007       | 2007– 2008       | 2008– 2009       | 2009– 2010        | 2010– 2011        | 2011– 2012        | 2012– 2013    | 2013– 2014    | 2014– 2015       | 2015– 2016       | 2016– 2017        | 2017– 2018    | 2018– 2019    |
| --- | ---------------- | ---------------- | ---------------- | ----------------- | ----------------- | ----------------- | ------------- | ------------- | ---------------- | ---------------- | ----------------- | ------------- | ------------- |
| Jogos Olímpicos |                  |                  |                  | 9.ª               |                   |                   |               |               |                  |                  |                   |               |               |
| Campeonato Mundial |                  |                  | 7.ª              | 13.ª              | 4.ª               | Medalha de prata  | 13.ª          |               |                  |                  |                   |               |               |
| Campeonato Europeu |                  |                  | 4.ª              | 7.ª               | 5.ª               | 7.ª               |               | 4.ª           |                  |                  |                   |               |               |
| GP Grand Prix Final |                  |                  |                  | 6.ª               |                   | Medalha de bronze |               |               |                  |                  |                   |               |               |
| GP Cup of China |                  |                  | 7.ª              |                   | Medalha de bronze |                   |               |               |                  |                  |                   |               |               |
| GP NHK Trophy |                  |                  |                  | Medalha de prata  |                   | Medalha de bronze |               | 7.ª           | Medalha de prata | 8.ª              |                   | 6.ª           | 7.ª           |
| GP Rostelecom Cup |                  |                  | 5.ª              | Medalha de bronze | 9.ª               | Medalha de prata  | 6.ª           |               |                  |                  |                   |               |               |
| GP Skate America |                  |                  |                  |                   |                   |                   | 7.ª           |               |                  |                  |                   | 7.ª           |               |
| GP Skate Canada International |                  |                  |                  |                   |                   | 4.ª               |               | WD            | 6.ª              | 8.ª              |                   |               |               |
| GP Trophée de France |                  |                  |                  |                   |                   |                   |               |               |                  |                  | 12.ª              |               |               |
| CS Finlandia Trophy |                  |                  |                  |                   |                   |                   |               |               |                  |                  |                   | 5.ª           |               |
| CS Golden Spin of Zagreb |                  |                  |                  |                   |                   |                   |               |               |                  | 4.ª              | Medalha de bronze |               |               |
| CS Ice Challenge |                  |                  |                  |                   |                   |                   |               |               | 4.ª              |                  |                   |               |               |
| CS Nebelhorn Trophy |                  |                  |                  |                   |                   |                   |               |               | Medalha de prata | Medalha de prata |                   |               |               |
| CS Ondrej Nepela Trophy |                  |                  |                  |                   |                   |                   |               |               |                  |                  | 6.ª               | 5.ª           |               |
| Coupe Internationale de Nice |                  |                  | Medalha de prata |                   | Medalha de ouro   |                   |               |               |                  | Medalha de prata | 4.ª               |               |               |
| Finlandia Trophy |                  |                  |                  | Medalha de ouro   |                   | Medalha de bronze |               |               |                  |                  |                   |               |               |
| Merano Cup |                  |                  |                  |                   |                   |                   |               |               |                  | Medalha de ouro  |                   |               |               |
| Universíada |                  |                  |                  |                   |                   |                   |               |               | Medalha de ouro  |                  | 5.ª               |               |               |
| Internacional – Júnior |                  |                  |                  |                   |                   |                   |               |               |                  |                  |                   |               |               |
| Campeonato Mundial Júnior | 12.ª             | 6.ª              | Medalha de ouro  |                   |                   |                   |               |               |                  |                  |                   |               |               |
| JGP JGP Croácia |                  | 5.ª              |                  |                   |                   |                   |               |               |                  |                  |                   |               |               |
| JGP JGP Romênia |                  | Medalha de prata |                  |                   |                   |                   |               |               |                  |                  |                   |               |               |
| Coupe Internationale de Nice | Medalha de ouro  | Medalha de ouro  |                  |                   |                   |                   |               |               |                  |                  |                   |               |               |
| Nacional |                  |                  |                  |                   |                   |                   |               |               |                  |                  |                   |               |               |
| Campeonato Russo | 7.ª              | 7.ª              | 5.ª              | Medalha de prata  | Medalha de prata  | Medalha de bronze | 7.ª           | 5.ª           | 7.ª              | 9.ª              | 13.ª              | 15.ª          |               |
| Campeonato Russo – Júnior | Medalha de prata | Medalha de prata |                  |                   |                   |                   |               |               |                  |                  |                   |               |               |
| Equipes |                  |                  |                  |                   |                   |                   |               |               |                  |                  |                   |               |               |
| Troféu Mundial por Equipes |                  |                  | 5.ª 5T/6P        |                   |                   | 5.ª 5T/7P         |               |               |                  |                  |                   |               |               |
| Japan Open |                  |                  |                  |                   |                   | 2T/4P             | 3T/4P         |               |                  |                  |                   |               |               |
| |                  |                  |                  |                   |                   |                   |               |               |                  |                  |                   |               |               |
| Legenda: GP = Grand Prix; CS = Challenger Series; JGP = Grand Prix Júnior; WD = Abandonou; T = Posição da equipe; P = Posição individual; Competição não foi disputada nesta temporada; Competição não fez parte do GP/CS; Competição fez parte do GP/CS |                  |                  |                  |                   |                   |                   |               |               |                  |                  |                   |               |               |